# Lebusalara (Ort)
Lebusalara (Lebosalara) ist ein osttimoresischer Ort im Suco Hatuquessi (Verwaltungsamt Liquiçá, Gemeinde Liquiçá). Das Zentrum des Dorfes liegt im Nordwesten der Aldeia Lebusalara in einer Meereshöhe von 962 m. Die Gruppe von Häusern liegt auf einen Berg zwischen den Flüssen Nomoro und Ricameta, die sich an der Nordgrenze des Sucos zum Laklo vereinigen.
Das Ortszentrum befindet nah der Grenzen zu den Aldeias Nunubrihati und Caidico. Eine Straße führt entlang des Bergkamms nach Norden zum Ort Nunubrihati und in den Süden in den Suco Leotala. Westlich liegen die Orte Caidico und Caicoletohoho.